# Blaise Bontems
Blaise Bontems (1814 - 1881) va ser inicialment un fabricant de rellotges que al llarg de la seva vida es va especialitzar en la manufactura d'ocells autòmats. Bontems va millorar els principis dels ocells cantaires desenvolupats per Pierre Jaquet-Droz al segle xviii. Gràcies a la perfecció en la reproducció del cant, la fàbrica que havia fundat l'any 1849 esdevindria la més gran i famosa del món fins a mitjans del segle xx. La dinastia continuà amb el seu fill Charles Jules i el seu net Lucien fins que finalment Bontems Ch & Co va ser adquirida per l'empresa suïssa Reuge el 1960.